# Danny Greene
Danny Greene (Compton, 26 dicembre 1961) è un ex giocatore di football americano statunitense che ha militato nel ruolo di wide receiver nella National Football League (NFL).

## Carriera
Greene fu scelto nel corso del terzo giro (81º assoluto) del Draft NFL 1985 dai Seattle Seahawks. Vi giocò per l'unica stagione da professionista ricevendo 2 passaggi per 10 yard e segnando un touchdown.